# Maurice Hennequin
Pour les articles homonymes, voir Hennequin.
Maurice Hennequin est un dramaturge belge naturalisé français, né le 10 décembre 1863 à Liège (Belgique) et mort le 3 septembre 1926  à Montreux (Suisse).

## Biographie
Petit-fils du peintre Philippe-Auguste Hennequin, Maurice Hennequin est le fils d'Alfred Hennequin (1842-1887), lui-même dramaturge, qui créa un genre de vaudeville, à l'intrigue complexe mais rigoureusement structurée, surnommé « hennequinade ». Le jeune Maurice débuta au théâtre à l'âge de 19 ans, en 1882, aidé parfois par son père durant ses premières années.
En 45 années de carrière, il a donné près d'une centaine de pièces, principalement des comédies et des vaudevilles, écrites soit seul, soit en collaboration. Plusieurs de ces œuvres connurent de vifs succès, comme Le Système Ribadier, écrite en collaboration avec Georges Feydeau, ou Vous n'avez rien à déclarer ?, que cite un des personnages de La Puce à l'oreille de Feydeau, et qui a été adapté deux fois au cinéma. Quelques-unes de ses pièces connurent même de véritables triomphes, comme Le Monsieur de cinq heures avec 568 représentations, ce qui était considérable à l'époque.
Il épousa à Ixelles le 14 avril 1888, Aimée Marie Louise Braem (1862-1936), petite fille du médailleur Joseph-Pierre Braemt.

## Œuvres

### Théâtre
Non daté :
- Les Poches des autres, comédie en un acte

### Adaptations au cinéma
- 1911 : L'Art de payer ses dettes de Georges Monca, tournage les 16 et 17 janvier 1911[11]
- 1912 : Rigadin et la Poudre d'amour de Georges Monca
- 1914 : La Femme à papa  de Georges Monca
- 1914 : La Famille Boléro de Georges Monca et Charles Prince
- 1916, 1937 et 1959 : Vous n'avez rien à déclarer ? a été adapté au cinéma en 1916 par Marcel Simon, en 1937, Vous n'avez rien à déclarer ? de Léo Joannon, puis en 1959, Vous n'avez rien à déclarer ? de Clément Duhour. En ce qui concerne ces deux derniers, Hennequin et Veber y sont notés comme scénaristes.
- 1932 : Cercasi Modella, réalisé par Emerich Walter Emo, d'après la pièce de Hennequin et Coolus Diane au bain, créée en 1922
- 1934 : La Reine de Biarritz, réalisé par Jean Toulout, d'après la pièce de Hennequin et Coolus créée en 1927
- 1935 et 1950 : Et moi, j'te dis qu'elle t'a fait d'l'œil a également été adapté deux fois au cinéma, en 1935 par Jack Forrester (le scénariste déclaré est René Pujol, Hennequin et Veber étant crédités d'« auteurs originaux »[12]), Et moi, j'te dis qu'elle t'a fait de l'œil, puis en 1950 par Maurice Gleize, Et moi, j'te dis qu'elle t'a fait de l'œil.
- 1935 : La Sonnette d'alarme, réalisé par Christian-Jaque, d'après la pièce de Hennequin et Coolus créée en 1922
- 1937 : La Belle de Montparnasse, réalisé par Maurice Cammage, d'après la pièce Le Paradis créée en 1895
- 1938 : La Présidente, réalisé par Fernand Rivers
- 1952 : Mademoiselle la Présidente, réalisé par Pietro Germi, d'après la pièce La Présidente de Hennequin et Veber créée en 1912
- 1977 : La presidentessa, réalisé par Luciano Salce, d'après la pièce La Présidente de Hennequin et Veber créée en 1912